# Wizarding World
Wizarding World (anteriormente chamado de J. K. Rowling's Wizarding World) é uma franquia de mídia e um universo ficcional baseado na série de livros Harry Potter, criada por J. K. Rowling. Desde 2000, a franquia tem sido expandida por meio de uma série de filmes, totalizando onze produções: oito adaptações dos livros de Harry Potter e três da série Animais Fantásticos. Os filmes são distribuídos e pertencem à Warner Bros. Pictures. Com uma bilheteria global superior a 9,6 bilhões de dólares, é uma das maiores franquias cinematográficas de maior arrecadação da história, junto ao Universo Cinematográfico Marvel, Homem-Aranha e Star Wars.
David Heyman, por meio de sua produtora Heyday Films, esteve à frente de todos os filmes da franquia. Chris Columbus e Mark Radcliffe foram produtores em Harry Potter e o Prisioneiro de Azkaban, enquanto David Barron ingressou na produção a partir de Harry Potter e a Ordem da Fênix, permanecendo até Harry Potter e as Relíquias da Morte – Parte 2. J.K. Rowling também participou da produção dos dois últimos filmes da saga Harry Potter. Na série Animais Fantásticos, os filmes foram produzidos por Heyman, Rowling, Steve Kloves e Lionel Wigram.
As produções contam com roteiros e direções de diferentes cineastas e elencos amplos. Dentre os atores mais recorrentes estão Daniel Radcliffe, Rupert Grint, Emma Watson, Tom Felton, Michael Gambon, Ralph Fiennes, Alan Rickman, Maggie Smith, Helena Bonham Carter, Gary Oldman, Eddie Redmayne, Katherine Waterston, Alison Sudol e Dan Fogler. Jude Law e Johnny Depp também participaram de dois filmes da franquia. Cada longa recebeu um álbum de trilha sonora oficial.
Além dos filmes, a franquia abrange a peça teatral Harry Potter e a Criança Amaldiçoada, publicações digitais através do Wizarding World Digital (anteriormente Pottermore), um selo de jogos eletrônicos Portkey Games, e áreas temáticas The Wizarding World of Harry Potter em diversos parques da Universal Destinations & Experiences ao redor do mundo.
O primeiro filme da franquia, Harry Potter e a Pedra Filosofal, deu início a uma série de oito adaptações cinematográficas dos livros, encerrada com Harry Potter e as Relíquias da Morte – Parte 2. Em 2016, foi lançado Animais Fantásticos e Onde Habitam, primeiro filme de uma nova série derivada e prelúdio do universo bruxo. Sua sequência, Animais Fantásticos: Os Crimes de Grindelwald, chegou aos cinemas em 16 de novembro de 2018, seguida por Animais Fantásticos: Os Segredos de Dumbledore, lançado em 15 de abril de 2022. A franquia inicialmente previa a produção de cinco filmes, porém, nos últimos anos, enfrentou desafios relacionados ao elenco e à bilheteria.
A expansão do Wizarding World também inclui o lançamento de Hogwarts Legacy, o primeiro jogo eletrônico com uma narrativa original dentro deste universo. Além disso, a Warner Bros. está desenvolvendo uma série de televisão para a HBO, planejada para adaptar os sete livros da saga Harry Potter, com cada temporada cobrindo um dos volumes da história.